# 나산면
나산면(羅山面)은 대한민국 전라남도 함평군에 위치한 면이다.

## 개요
나산면은 광주광역시 도심으로부터 30분거리에 위치한 함평군의 동부관문으로 국도 24호선과 지방도 825·836호선이 통과하는 지역으로 미맥 위주의 전형적인 농촌으로 시설채소 재배 등이 활발한 지역이다. 특산물로는 돗자리, 방울토마토, 동충하초, 메주, 딸기 등이 있으며, 이 지역은 함평군의 대표적인 가을축제라고 할 수 있는 장승·솟대·허수아비 한마당의 주행사장인 장승공원이 위치한 지역이다.

## 법정리
- 나산리
- 삼축리
- 수하리
- 신평리
- 송암리
- 이문리
- 수상리
- 용두리
- 우치리
- 초포리
- 월봉리
- 원선리
- 구산리
- 덕림리

## 교육
- 나산초등학교 (삼축리)
- 나산중학교 (폐교) - 함장로 2441-96 (삼축리)
- 나산고등학교 (폐교) - 함장로 2441-96 (삼축리)

## 특산물
- 메주
- 된장
- 고추
- 딸기
- 동충하초
- 누에환
- 오디